# Kylo Ren
Kylo Ren szereplő a Csillagok háborúja kitalált univerzumában. A Csillagok háborúja VII: Az ébredő Erő és a Csillagok háborúja VIII: Az utolsó Jedik és a  Csillagok háborúja IX: Skywalker kora című filmekben megformálója Adam Driver.
Erőérzékeny, az emberi fajba tartozik. Nagyapja, Darth Vader, eredeti nevén Anakin Skywalker munkájának befejezését tűzte ki maga elé célul. Fénykardja egyedi, saját készítésű, leginkább a keresztes lovagok kardjára hasonlít, pengéje vörös. A Galaktikus Birodalom romjaiból felépülő Első Rend egyik vezetője, a Ren rendből vette fel nevét. Jobbkeze Phasma százados. Maszkját, mely egész fejét eltakarja, ezüstös fém csíkok díszítik. Anyai nagyapja Endoron megolvadt sisakos maszkját ereklyeként őrzi. Kylo nem Sith, azonban az erő sötét oldalát képviseli. Snoke halála után ő lett a Legfőbb vezér. Mesterét ő maga ölte meg, Anakin Skywalker fénykardjával, amelyet a 7. rész végén és a 8. részben Rey használt.

## Fiatalkora
Kylo Ren eredeti neve Ben Solo, Han Solo és Leia Organa Solo hercegnő gyermeke, akit Leia Luke Skywalkerhez, a testvéréhez ad, hogy neveljen belőle jedit. Azonban a fiú az erő sötét oldalának egy újabb mestere, Snoke legfőbb vezér befolyása alá kerül, majd átáll a sötét oldalra, és tönkreteszi Luke Új jedirendbeli tanítványainak nevelését. Luke ezt hatalmas kudarcnak éli meg és önkéntes száműzetésbe vonul az Ahch-To bolygón. Ezek után nagyapja, Darth Vader megszállottjává válik és felveszi a Kylo Ren nevet.

## Életútja
30 évvel a második Halálcsillag elpusztítása után létrejön az Első Rend, amelynek tagja Kylo Ren, Snoke legfőbb vezér tanítványa. Az Első Rend meg akarja találni Luke Skywalkert, aki miután nem sikerült egy új Jedi nemzedéket létrehoznia, száműzte magát az Ahch-Tó nevezetű bolygóra. Ren a Jakku bolygóra megy miután megtudja, hogy egy bizonyos Lor San Tekka birtokában van a térkép Skywalkerhez, amit a bolygó egyik falujában akar átadni Poe Dameronnak, de mielőtt megszerezhetné a térképet Poe droidjába, BB8-ben rejti el a azt, aki megmenekül azzal. BB8-et egy Rey nevű roncsvadász lány találja meg. Rey a térképpel együtt a Takodana nevű bolygóra menekül Ren serege elől, Finnel, Poe-val, Csubakkával és Han Solóval, avagy Ren apjával. Ren utánuk siet és elkapja Reyt, akit elvisz a Starkiller-bázisra, mert a lány már korábban látta a térképet. 
Rey egy elmetrükk segítségével kiszabadul, majd az Ezeréves Sólyom fedélzetére menekül, ahol társai már várják. Ren utánuk siet, hogy megállítsa őket, de ekkor megjelenik apja aki megpróbálja visszatéríteni őt a sötét oldalról. Ez nem sikerül neki, Ren fénykardja segítségével megöli apját, majd Finn és Rey után siet. A lány összecsap Rennel és győz is, ezzel egy sebhelyet hagyva a fiú arcán. Rey a térkép segítségével felkeresi Luke-ot, aki elkezdi őt tanítani. A lány mindeközben Rennel kapcsolatba lép, telepatikus módon, és így a lány megtudja, hogy Luke meg akarta ölni Rent, mert tudta, hogy nagyon is erőérzékeny. Rey elmegy Renhez, aki a legfőbb vezér elé viszi őt. Miután a lány nem akar csatlakozni a sötét oldalhoz, Snoke megparancsolja Rennek hogy ölje meg a lányt, végül Ren helyette magát a legfőbb vezért öli meg. Kylo kéri Reyt hogy csatlakozzon hozzá, és irányítsák együtt a galaxist, de a lány visszautasítja.
1 év telt el a craiti csata után, ekkor egy üzenetet kap Palpatine császártól, Ren egy Sith útkereső segítségével rátalál a néhai uralkodóra. Rey megtalálja a második Sith útkeresőt, ugyanis ebből kettő van. Meg is találja, azonban ekkor megjelenik Ren és széttöri azt. Ezután harcolni kezdenek, miközben Leia, aki haldoklik, fiát szólítja, ezt kihasználva Rey szíven szúrja Rent. Ezután a lány is megérzi Leia halálát, megbánja tettét, és az Erő segítségével begyógyítja a fiú sebét. Rey ezután otthagyja Rent. Emlékképként megjelenik a fiú apja, aki újra vissza akarja téríteni fiát a jó oldalra, ezúttal sikerül is neki, a fiú újra Ben Solo lesz. Rey eközben elindul az Exegolra, ahol Palpatine várja. Ben a lány után siet, ekkor Palpatine rájön, hogy ők ketten egy ritka diádot alkotnak az Erőben, ezt kihasználva elszívja erejüket és visszatér az élők közé, majd ezután a mélybe dobja a fiút, és rátámad a lányra, aki a múlt Jedik erejének segítségével végez a császárral. Eközben elveszti életerejét, és holtan a földre zuhan. Ben visszamegy, hogy megmentse Reyt, ami az Erő segítségével sikerül is neki. Rey megcsókolja Bent, aki ezután eggyé válik az Erővel. Kylo Ren Ben Soloként halt meg, pontosan úgy, ahogy Vader Anakinként.

## Különlegessége
Kylo Rennek a Ren Lovagok maszkjához hasonló maszkja van, ami a hozzájuk való tartozását jelképezi. Maszkját a nyolcadik rész folyamán darabokra zúzza, viszont a Skywalker korában megjavíttatja, ezzel jelképezve azt, hogy immár újra a Ren Lovagokhoz tartozik. Olyan fénykardja van, amelynek a markolatából két kis keresztvasszerű penge áll ki, hasonlóan a földi középkori keresztes lovagrend kardjaihoz. Ám ez nem csak nála figyelhető meg. Még Yavin előttről is tudunk olyanokról, akik ilyen fénykardot használtak. Ennek pedig nem csak a design miatt van szerepe. A kialakítás a kristályhoz köthető, ami meghasadt, így a rajta áthaladó erő hatására a fény megtörik. Emiatt nem egyenletes Kylo fénykardjának pengéje, és a túlzott energia kibocsátás miatt nem csak egy helyen kellett a fénynyalábnak nyílás, hanem így egy nagy és két kisebb kimenetre is szükség volt a stabilitáshoz.
Az arcán egy sebhely húzódik, amit az orvosdroidok több ezer mikroöltéssel varrtak össze. A sebhelyet Reyjel folytatott párbaja közben szerezte.